# Theres
Theres è un comune tedesco di 2 772 abitanti situato nel land della Baviera.